# 絲路 (梁靜茹專輯)
《丝路 通往爱的路途》（英文：Silkroad of Love）是歌手梁静茹的第7张中文音乐专辑，于2005年9月16日发行，亦是她與滾石唱片合約屆滿的最後一張專輯（下張專輯《親親》開始滾石僅協助代理發行）。

## 曲目
| 曲序 | 曲目             |            | 作曲          | 编曲              | 製作人            | 备注         |
| ---- | ---------------- | ---------- | ------------- | ----------------- | ----------------- | ------------ |
| 1.   | 丝路             | 五月天阿信 | 王力宏        | 王力宏            | 王力宏            | 首波主打歌   |
| 2.   | 我还记得         | 黃婷       | 易桀齊/伍冠諺 | 伍冠諺            | 易桀齊            |              |
| 3.   | 瘦瘦的           | 姚若龍     | 陳小霞        | 呂聖斐            | 賈敏恕            | 第二波主打歌 |
| 4.   | 路               | 陳忠義     | 陳忠義        | Martin Tang       | 馬毓芬            | 第四波主打歌 |
| 5.   | 一对一           | 小寒       | 蔡健雅        | 鍾成虎/五月天瑪莎 | 鍾成虎/五月天瑪莎 | 第五波主打歌 |
| 6.   | 可惜不是你       | 李焯雄     | 曹軒賓        | 陳飛午            | 馬毓芬            | 第三波主打歌 |
| 7.   | 下一秒钟         | 易家揚     | Lisa          | Martin Tang       | 馬毓芬            |              |
| 8.   | 很久以后         | 許哲珮     | 許哲珮        | 鍾成虎/五月天瑪莎 | 鍾成虎/五月天瑪莎 |              |
| 9.   | 因为还是会       | 易桀齊     | 易桀齊/伍冠諺 | Mac Chew          | 易桀齊            |              |
| 10.  | 好夜晚Good Night | 姚小民     | 李志清        | 姚小民            | 陳建良            |              |

## 音樂錄影帶
| 歌曲名稱          | 導演         |
| ----------------- | ------------ |
| 絲路              | 關本良       |
| 我還記得          | 馬宜中/Leste |
| 瘦瘦的            | 陳宏一       |
| 路                | 馬宜中       |
| 一對一            | 遊紹         |
| 可惜不是你        | 徐筠軒       |
| 下一秒鐘          | 廖明毅       |
| 很久以後          | 遊紹         |
| 因為還是會        | May          |
| 好夜晚 Good Night | 陳昭良       |

## 獎項
- Channel V「第12屆全球華語音樂榜中榜」
- 時間：2005年12月1日（公佈）
- 時間：2006年1月11日（頒獎）
  - 2005年度：「港台部分」最佳女歌手獎
  - 2005年度：「港台部分」最受歡迎女歌手獎（提名）

- TVBS-G「華眾曲寵-2006TVBS華語金曲榜」
- 時間：2006年2月27日
  - 2005年度：年度海外傑出女歌手
  - 2005年度：年度音樂人推薦專輯－「絲路」

- 百事音樂風雲榜「第六屆百事音樂風雲榜」
- 時間：2006年2月20日（公佈）
- 時間：2006年4月2日（頒獎）
  - 2005年「港台部分」最佳女歌手獎－「絲路　通往愛的路途」（提名）

- MusicRadio音樂之聲「2005 MusicRadio中國TOP排行榜」
- 時間：2006年3月27日（公佈）
- 時間：2006年4月24日（頒獎）
  - 2005年度：港台最受歡迎女歌手（提名）
  - 2005年度：校園人氣歌手（提名）

- 金曲獎「第17屆金曲獎」
- 時間：2006年5月5日（公佈）
- 時間：2006年6月10日（頒獎）
  - 2005年度：最佳國語女演唱人獎－「絲路　通往愛的路途」（提名）

- 全球華語歌曲排行榜「第6屆全球華語歌曲排行榜」
- 時間：2006年10月28日
  - 2005年度：最受歡迎女歌手（5強）
  - 2005年度：20大最受歡迎金曲－「絲路」
  - 2005年度：最佳作詞獎－五月天「絲路」